# Щекатов, Афанасий Михайлович
Афанасий Михайлович Щекатов (ок. 1753—1814, Москва) — российский учёный-географ, писатель и переводчик.

## Биография
Родился в середине XVIII века.
В 1784—1801 годах — коллежский регистратор.
Масон. Около 1784 года член московской масонской ложи «Сфинкс».
В 1797 году помощник столоначальника Московской удельной конторы, где также служил Л. М. Максимович.
В 1812 году не смог с малолетними детьми спастись бегством из Москвы и всё его имущество погибло. В 1814 году С. Н. Глинка через свой журнал «Русский вестник» организовал сбор пожертвований для помощи Щекатову.
Скончался осенью 1814 года.

## Научные труды
«Картина России, изображающая историю и географию хронологически, генеалогически и статистически, со включением обозрения по духовной, военной и гражданской её частям, как в первобытном её состоянии, так и в царствование государя императора Александра I. Собрано из верных источников» (Москва, 1807).
«Словарь географический Российского государства» (совместно с Л. М. Максимовичем, описывающий азбучным порядком географически, топографически, гидрографически, физически, исторически, политически, хронологически, генеалогически и геральдически все губернии, города и их уезды, крепости, форпосты, редуты, слободы, сибирские остроги, ясашные зимовья, пограничные заставы, казачьи станицы, погосты, ямы прежние и новые, иностранные поселения, многие достопамятные урочища и годовые ярмарки и прочее; Москва, 1807—1809, 7 частей).
«Новая Памела, или Справедливое описание жизни Марии, знатной госпожи своим достоинством, чином и имением» (с французского языка, Москва, 1788).
Его бумаги после кончины поступили в Общество истории и древностей российских при Московском университете.